# Frančesko Toti
Frančesko Toti (ital. Francesco Totti; rođen 27. septembra 1976. u Rimu) je bivši italijanski fudbaler, koji je nastupao samo za Romu, kao i za italijansku reprezentaciju. Tokom karijere bio je poznat i pod nadimcima Kralj Rima (итал. Il Re di Roma) i Velika beba (итал. Er Pupone).
Toti je jedan od retkih igrača koji je celu svoju fudbalsku karijeru gradio u rodnom gradu. Čitavu svoju profesionalnu karijeru proveo je igrajući za Romu, sa kojom je osvojio jednu titulu prvaka Italije (2001), dva pehara u kupu (2007 i 2008) i još dva u superkupu Italije (2001 i 2007). Sa 250 golova, on je drugi na listi najboljih strelaca Serije A, a šesti je na listi najboljih italijanskih golgetera u svim takmičenjima, sa 316 golova. Pored toga što je najbolji strelac Rome u istoriji i igrač sa najviše nastupa na klub, on je takođe i najbolji strelac Serije A po broju golova koje je postigao za jedan klub i najmlađi kapiten u istoriji lige. Takođe, najstariji je strelac u istoriji Lige šampiona.
Kao osvajač svetskog prvenstva 2006 i finalista evropskog prvenstva 2000, Toti je na oba takmičenja uvršten u najbolji sastav prvenstva. Nastupao je za reprezentaciju i na svetskom prvenstvu 2002, kao i evropskom, dve godine kasnije. Zvanično se povukao iz reprezentacije 2007. godine.
Osvojio je i rekordnih 11 individualnih priznanja udruženja fudbalera Italije: pet za najboljeg italijanskog fudbalera Serije A, dva za najboljeg fudbalera Serije A, dva za gol godine u Seriji A, jedno za najboljeg strelca Serije A i jedno za najboljeg mladog fudbalera Serije A. 2004. godine Pele je uvrstio Totija na listu FIFA 100, koju čine najbolji svetski živi fudbaleri, a u sklopu proslave stogodišnjice od osnivanja FIFE. 2007. godine osvojio je Zlatnu kopačku, a 2010. godine Zlatno stopalo. Nakon povlačenja Toti je dobio Nagradu za igračku karijeru i UEFA Predsedničku nagradu za 2017. godinu.

## Počeci karijere
Toti je počeo da trenira fudbal u Fortitudu, a onda je, kao i njegov brat, nastavio svoj razvoj u lokalnom SMIT Trastevere (nazvanom po crkvi Santa Marija u Trastevereu), gde je proveo tri godine, a u sezoni 1985/86 prvi put je dobio člansku kartu italijanskog fudbalskog saveza. Od 1986. do 1989. bio je u Lodiđaniju, a njegov fudbalski razvoj, probudio je interesovanje kod većih klubova, pre svega Milana, Juventusa i Lacija. Predstavnici Milana ponudili su 300 miliona lira za Totija, ali je majka odbila tu ponudu, pošto nije želela da joj sin ode od kuće. Lođiani je čak bio dogovorio prelazak Totija u Lacijo. Iako je porodici finansijski više odgovaralo da Frančesko pređe u Lacio koji je nudio i novac, po navijačkom opredeljenju više su bili okrenuti gradskom rivalu i tako je 20. jula 1989. godine Toti registrovan kao fudbaler Rome.

## Klupska karijera

### Roma

#### Rani period (1993-1997)
Nakon tri godine nastupa za omladinske selekcije Rome, Toti je prvi put nastupio za Romu na prijateljskoj utakmici protiv Austrije 18. februara 1993. godine. Zvaničan debi došao je nakon više od mesec dana, 28. marta, kada je trener Vujadin Boškov ukazao poverenje mladom Totiju i uveo ga u igru umesto Ricitelija, zadnjih pet minuta na utakmici na gostovanju kod Breše, koju je Roma dobila sa 2:0.
Sledeće sezone, pod novim trenerom Maconeom, Toti je polako prikupljao iskustvo nastupima za prvi tim, a povremeno je i dalje igrao za mlađe kategorije. Na otvaranju sezone postigao je i prvi gol za Romu, 4. septembra 1994. godine, na utakmici protiv Fođe. Do kraja sezone Toti je odigrao ukupno 25 utakmica i postigao je 7 golova, a Roma se plasmanom na peto mesto kvalifikovala za Kup Uefa.
Dana 17. oktobra 1995. Toti je postigao prvi gol za Romu u evropskim takmičenjima, na utakmici kupa Uefa protiv Endraht Alsta. Nakon tri sezone pod Maconeom, 1996. godine klub preuzima Karlos Bjanki, a klub je uskoro napustio i Đuzepe Đanini, Totijev idol iz detinjstva. Zbog lošeg odnosa sa novim trenerom, čestih izostavljanja iz sastava, kao i činjenice da je odbijen za broj 10 posle Đaninijevog odlaska, Toti je u januaru 1997. godine bio spreman da pređe na pozajmicu u Sampdoriju. Već dogovoreni prelazak je stopirao predsednik Sensi, nakon Totijevih izdanja na turniru u Rimu, na kome su učestovali još Ajaks i Borusija Menhengladbah. Bjanki je postavio ultimatum, on ili Toti, a pošto je Sensi stao na Totijevu stranu, Bjanki je dobio otkaz.

#### Nova Romina desetka i kapitenska traka (1997-1999)
Dolaskom Zemana stvari su se promenile, a Toti je odmah dobio broj 10. Pod Zemanom Toti je igrao više uz levu aut liniju, u formaciji 4-3-3, što je i uticalo na njegovu učinkovitost na terenu, jer je prvi put u karijeri postigao dvocifren broj golova u sezoni, koju je Roma okončala na četvrtom mestu.
Sledeće sezone, prilikom izbora novog kapitena, Aldair je dobio najviše glasova od saigrača. Aldair, već u zalasku karijere, nije hteo tu odgovornost i nakon nekoliko utakmica prepustio je kapitensku traku nadolazećoj zvezdi Totiju, koji je postao 26 kapiten u klupskoj istoriji Na svojoj prvoj utakmici kao zvanični kapiten tima, 31. oktobra 1998. godine, Toti je postigao dva gola protiv Udinezea (u pobedi od 4:0) i postao je, sa 22 godine, najmlađi kapiten nekog kluba u istoriji Serie A. U novembru 1998. godine, postigao je i prvi gol u derbiju protiv Lacija. Na kraju sezone, Totijev golgeterski učinak bio je dvocifren, a Roma je završila na poziciji niže u odnosu na prethodnu sezonu. Zbog svojih izdanja tokom sezone, Toti je izabran za najboljeg mladog fudbalera Serije A za 1999. godinu.

#### Skudeto sa pozicije plejmejkera (1999-2004)
Sa namerom da konačno osvoji najvredniji trofej u Italiji, Sensi je u junu 1999. godine otpustio Zemana i doveo Kapela. Pošto je Kapelo forsirao formaciju 3-4-1-2, Toti je dobio novu ulogu u timu na poziciji ofanzivnog veznog igrača, gde su došle do izražaja njegova dodavanja i kreiranje igre. Toti je svojim partijama na toj poziciji iza dva napadača stekao status vrhunskog trekvartiste. Na kraju sezone Toti je izabran za najboljeg fudbalera Serije A i za najboljeg italijanskog fudbalera Serije A za 2000. godinu.
Trio Batistuta, Montela i Toti sa postignutih 47 od 68 golova Rome u Seriji A, trasirao je put ka tituli, koja je potvrđena u zadnjem kolu, pobedom nad Parmom od 3:1, a Toti je bio strelac prvog gola na meču. Sa 13 golova u Seriji A Toti je ponovio svoj dotadašnji najbolji golgeterski učinak iz sezone 1997-98, a ponovo je proglašen za najboljeg italijanskog fudbalera Serije A.
Počev od sezone 2001-02 Toti je uglavnom igrao u napadu, zajedno sa Batistutom ili novim pojačanjem, Kasanom. 19. avgusta 2001. godine Roma je osvojila prvi trofej Superkupa Italije, kada je porazila Fjorentinu (3:0), uz gol i asistenciju Totija. Sezonu 2001-02 Roma je okončala na drugom mestu, bod iza Juventusa.
Dana 30. septembra 2002. godine, Toti je postigao svoj prvi het-trik, u pobedi na gostovanju u Breši (3:2). I pored nesupešne sezone u Ligi šampiona i tek 8. pozicije u Seriji A na kraju sezone 2002-03, Roma je igrala finale Kupa. Toti je u dve utakmice finala postigao čak 3 gola za Romu iz slobodnih udaraca, ali je Milan slavio ukupnim rezultatom 6:3. Toti je sa Nedvedom podelio nagradu za najboljeg fudbalera Serije A (njegovu drugu), a po treći put je proglašen za najboljeg italijanskog fudbalera Serije A. Zbog neslaganja sa upravom Frančesko je bio blizu prelaska u Real, ali je odustao posle razgovora sa porodicom, prijateljima i ženom.
Roma je imala dobru sledeću sezonu u Seriji A, plasiravši se na drugo mesto, ali je ostala bez trenera Kapela, koji je neočekivano napustio klub na kraju sezone. 18. januara 2004. godine, Toti je sa dva gola doneo pobedu Romi protiv Sampdorije (3:1). Do kraja sezone Toti je postigao 20 golova u Seriji A, zbog čega je, između ostalog, četvrti put izabran za najboljeg italijanskog fudbalera Serije A.

#### Prelazak u napad (2004-2009)
Sezona 2004-05 bila je veoma turbulentna za Romu, kako po pitanju odlazaka igrača, tako i po promenama na poziciji trenera. 3. oktobra 2004. godine, na utakmici protiv Intera, Toti je postigao svoj 100. gol u seriji A, a dva meseca kasnije, 19. decembra, prvim od dva gola na utakmici protiv Parme, Toti je postao najbolji strelac Rome u Seriji A, prestigavši tako Roberta Pruca koji je postigao 106. golova. Roma je sezonu završila na 8. mestu, ali je rezultatom u Kupu donekle popravila konačan utisak. Toti je, u polufinalu, pogotkom protiv Udinezea u 81. minutu revanša, doneo Romi plasman u finale Kupa, obezbedivši tako i nastup u Kupu Uefa sledeće sezone. Na kraju sezone Toti je produžio ugovor sa Romom do 2010. godine.
Dolazak Spaletija na mesto trenera Rome sledeće sezone označio je i novu prekretnicu u Totijevoj karijeri. Pod novim trenerom Roma je igrala u formaciji 4-2-3-1, a kada su mu pred utakmicu sa Sampdorijom u decembru 2005. godine, bili povređeni svi napadači (Kasano, Montela i Nonda), Spaleti je odlučio da najistureniji igrač bude Toti. Međutim, Toti nije igrao kao klasični napadač, često se vraćao duboko nazad po loptu, što je pravilo velike probleme odbrambenim igračima koji su ga pokrivali, a  u Rominoj formaciji koja je izgledala kao 4-6-0 (ili 4-1-5-0) rođena je lažna devetka. Iako nije prvi igrač koji je igrao na ovoj poziciji, Toti se smatra igračem koji ju je popularizovao u modernom fudbalu. 19. februara 2006. Toti je doživeo povredu na utakmici sa Empolijem, kada je nakon starta Rikarda Vaniglija, polomio levu potkolenicu i uganuo ligamente. Zbog povrede bio je doveden u pitanje Totijev nastup na svetskom prvenstvu, ali se on oporavio i vratio se na teren 11. maja na utakmici protiv Intera, u revanšu finala Kupa (u kome je Roma poražena ukupnim rezultatom 2:4). I pored povrede i manjeg broja utakmica Toti je sezonu završio sa 15 postignutih golova.
Sezona 2006-07 bila je uspešna kako za Romu, tako i za Totija. Roma je sezonu okončala na drugom mestu iza Intera, u četvrtfinalu Lige šampiona zaustavio ih je Mančester, osvojen je Kup Italije, a Toti je sa 26 golova kao najbolji strelac serije A, osvojio i zlatnu kopačku. Iste godine peti put je proglašen za najboljeg italijanskog fudbalera Serije A.
Dana 19. avgusta 2007. godine na utakmici Superkupa protiv Intera, nad Totijem je napravljen penal, koji je De Rosi pretvorio u jedini pogodak na utakmici, čime je Romi doneo trofej. 16. januara 2008. godine, na utakmici kupa protiv Torina, Toti je postigao svoj 200. gol za Romu. 27. februara 2008. godine Toti je 387 put nastupio za Romu i tako je postao fudbaler sa najviše nastupa za klub, prestigavši na listi Đakoma Losija. Za Totija sezona je bila okončana 19. aprila kada je povredio ligamente na utakmici protiv Livorna. Iako nije igrao finalu zbog povrede, Toti je osvojio i drugi trofej u Kupu u karijeri, kada je Roma 24. maja 2008. godine pobedila Inter.
Roma je izgubila utakmicu Superkupa protiv Intera (2:2 u regularnom delu, 5:6 nakon penala), a Toti je u penal seriji pogodio okvir gola. 19. aprila 2009. godine Toti je sa dva gola u pobedi na Lećeom 3:2), postao 10. najbolji strelac u istoriji serije A.

#### Borba i povratak forme (2009-2011)
Na početku sezone, Toti je potvrdio produžetak ugovora sa Romom, koji je isticao sledeće leto, do 2014. godine. Nakon ne tako uspešne sezone 2008-09 (koju je Roma okončala na šestom mestu) i lošeg početka sezone 2009-10 (porazi od Đenove i Juventusa), Spaletiji je posle četiri godine napustio klub, a na njegovo mesto došao je Klaudio Ranijeri. Toti je odlično počeo sezonu u Ligi Evrope, postigavši čak 5 golova u dve utakmice protiv Genta u trećem kolu kvalifikacija, a još 5 je postigao u dvomeču protiv Košica u sledećoj rundi takmičenja. U prvenstvu, nakon serije od čak 24 utakmice bez poraza, Roma je bila jedini konkurent Interu u borbi za titulu, ali je na kraju ipak bila druga. Totijev nastup u finalu kupa, 5. maja 2010. godine protiv Intera, kada je Roma poražena 1:0, ostao je upamćen po crvenom kartonu koji je dobio zbog udaranja Balotelija, dva minuta pre kraja.
Sezona 2010-11 je počela porazom od Intera 3:1 u utakmici Superkupa, a za loš početak sezone Rome na svim frontovima Toti je delimično okrivio i Ranijerijevu defanzivnu taktiku i manjak taktičkih postavki. U oktobru Toti je osvojio nagradu Zlatno stopalo. Toti je imao sve manje poverenja kod Ranijerija, koji je te sezone počeo više da koristi napadače Borijela, Vučinića i Meneza. Prvi gol u prvenstvu Toti je postigao iz penala, tek 13. novembra 2010. godine, na utakmici protiv Juventusa. Totijeva manja minutaža, uključujući i utakmicu sa Sampdorijom, gde je Toti, kao zamena, odigrao tri minuta u nadoknadi vremena i više neslaganja sa Ranijerijem, doveli su do toga da se u medijima se počelo govoriti i o njegovom odlasku iz kluba. Ipak, nakon poraza od Đenove (3:4), 20. februara 2011. godine, Ranijeri je podneo ostavku, a na klupu je, kao prelazno rešenje, postavljen Totijev bivši saigrač Montela. Montela se okrenuo formaciji 4-2-3-1, koju je Roma igrala u eri Spaletija, sa Totijem u napadu, koji se vratio u formu, što se odrazilo i na broj postignutih golova. 13. marta 2011. godine, Toti je sa dva gola doneo Romu pobedu u derbiju protiv Lacia (2:0). Sedam dana kasnije, Toti je, prvim svojim golom na utakmici protiv Fjorentine (2:2), postigao 200 pogodak u Seriji A i tako je postao šeti igrač u istoriji kome je to uspelo. Na poslednjoj utakmici sezone, 23. maja 2011. godine, koja je ujedno bila i poslednja utakmica Rome u eri porodice Sensi, Toti je postigao prvi gol za Romu u pobedi nad Sampdorijom od 3:1.

#### Povratak na plejmejkera (2011-2012)
U avgustu 2011. godine američki konzorcijum, predvođen Tomasom DiBenedetom, kompletirao je preuzimanje kluba od Rosele Sensi. Novi vlasnici, nisu nastavili saradnju sa Montelom, koji je preuzeo Kataniju, a sa namerom da napredak Rome modeluju po uzoru na Barselonu, na mesto trenera iz Barselone B došao je Luis Enrike. Toti nije mnogo igrao u prvim utakmicama pod novim trenerom. 1. oktobra 2011. godine Toti se povredio na utakmici sa Atalantom, a na teren se vratio 20. novembra, kada je kao zamena ušao u igru 66. minutu na utakmici protiv Lećea, koju je Roma dobila sa 2:1. Toti se polako vraćao u formu, igrajući ofanzivnog veznog u formaciji 4-3-1-2 ili trekvartistu u formaciji 4-3-3, kao centralni napadač koji je povučeniji ka sredini terena.
Iako ove sezone nije bio golgeterski efikasan kao ranije, Toti je više asistirao saigračima, poput asistencije za gol Osvalda Napoliju u pobedi od 3:1 ili dve asistencije Lameli u pobedi nad Fjorentinom od 3:0 u Kupu. Toti je prve golove u prvenstvu postigao 8. januara 2012 godine, u pobedi protiv Kjeva od 2:0, kada je iskoristio dva jedanaesterca. 21. januara 2012. godine pogotkom protiv Čezene, Toti je sa 211 pogotkom za Romu, postao igrač sa najviše golova za jedan klub u italijanskom fudbalu, oborivši tako rekord koji je držao Gunar Nordal.

#### Obaranje rekorda (2012-2013)
Nakon što je Luis Enrike napustio klub, koji se plasmanom na 7. mesto u prvenstvu, posle 15 godina nije plasirao u evropsko takmičenje, za zamenika je izabran bivši trener Zeman. Zeman je, kao i u svom prvom mandatu u Romi, forsirao svoju omiljenu 4-3-3 formaciju, gde je Toti ponovo igrao levo krilo ili napadača na levoj strani. Ipak, za razliku od situacije od pre 13 godina, Toti je imao slobodu da se pomera do pozicije centralnog plejmejkera ili da napada po levoj strani. 8. decembra 2012. godine Toti je postigao dva gola u pobedi na Fjorentinom od 4:2.
Pod napadačkom filozofijom Zemanom Roma je postizala mnogo golova, ali je takođe i primala, što je u kombinaciji sa lošim rezultatima na početku 2013. godine i dovelo do njegove smene početkom februara. Kao privremeno rešenje na njegovo mesto postavljen je Romin trener Aurelio Andreacoli. 16. februara 2013. godine Toti je fantastičnim pogotkom doneo pobedu Romi protiv lidera na tabeli, Juventusa i prekinuo je niz od 6 utakmica bez pobede. Roma je sezonu okončala na poziciji više u odnosu na prethodnu sezonu, ali se ponovo nije kvalifikovala za evropska takmičenja.

#### Sloboda u napadu (2013-2015)
Dolaskom Rudija Garsije na mesto trenera, Toti se ponovo našao na poziciji lažne devetke, dok je ponekad bio i pomoćni napadač ili levo krilo. Igrajući centralnog napadača u formaciji 4-3-3, Toti je, kao u vreme Spaletija, koristio datu slobodu, vraćao se duboku nazad po loptu, čime je pravio probleme odbrambenim igračima u pogledu njihove uloge na terenu. 20. septembra 2013. godine Toti je produžio ugovor sa Romom do 2016. godine. 5. oktobra 2013. godine Toti je postigao dva gola u pobedi na gostovanju Interu (3:0).
 18. oktobra Toti se povredio na utakmici protiv Napolija, a na teren se vratio skoro dva meseca kasnije, 16. decembra protiv Milana. 12. februara 2014. godine Toti se povredio, zbog čega je bio više od mesec dana van terena, a vratio se 17. marta, kada je postigao i pogodak u pobedi protiv Udinezea (3:2). Roma se plasmanom na drugo mesto kvalifikovala za Ligu šampiona.
Dana 30. septembra 2014. godine, pogotkom protiv Sitija, Toti je (sa 38 godina i 3 dana) postao najstariji strelac u istoriji Lige šampiona. 11. januara 2015. godine, Toti je sa dva pogotka doneo bod Romi protiv Lacija, čime se sa ukupno 11 golova izjednačio sa Dinom De Kostom na prvom mestu liste strelaca u derbiju.

#### Poslednje godine kao super zamena (2015-2017)
Dana 20. septembra 2015. godine Toti je postigao svoj tristoti gol za Romu, na utakmici protiv Sasuola, koja je okončana remijem 2:2. 29. septembra Toti je povredio desni kuk na utakmici protiv Karpija (koju je Roma dobila sa 5:1). Na teren se vratio tek 9. januara sledeće godine, na utakmici protiv Milana. Nakon ove utakmice, Garsija je dobio otkaz, a na njegovo mesto u klub se vratio Spaleti. Na početku drugog Spaletijevog mandata, Toti je u 7 utakmica u Seriji A, ušao sa klupe na samo dva meča, zbog čega je 21. februara 2016. godine javno kritikovao trenera, zbog čega nije bio ni u protokolu za utakmicu protiv Palerma, iako je prethodno Spaleti najavio da će biti u sastavu. Ovakva odluka izazvala je uznemirenost kako među navijačima, tako i u medijima, a čak se pričalo da bi zbog neigranja Toti, po isteku ugovora na kraju sezone, mogao da napusti klub. 20. aprila 2016. godine, Toti je  ušao u igru u 86. minutu i sa dva gola (u 87. i 89. minutu iz penala), preokrenuo rezultat i doneo pobedu protiv Torina (3:2).  8. maja Toti je, ušavši sa klupe na utakmici protiv Kjeva, zabeležio svoj 600. nastup za Romu. Sezonu 2015-16 Toti je okončao sa samo 15 nastupa i 5 golova za klub. 7. juna 2016. godine Toti je produžio ugovor sa Romom za još godinu dana.
Dana 11. septembra 2016. godine, Toti je kao rezervista, asistirao Džeku za drugi gol Rome na utakmici, a iz penala u nadoknadi vremena doneo je pobedu protiv Sampdorije od 3:2. 25. septembra Toti je iz penala postigao svoj 250 gol u Seriji A, jedini gol za Romu, u porazu od Torina (1:3). 20. oktobra Toti je imao dve asistencije na utakmici protiv Austrije (3:3), koja je bila njegova stota utakmica u evropskim takmičenjima.
Dana 28. maja 2017. godine Toti je odigrao poslednju utakmicu za Romu.

## Reprezentativna karijera

### Mlada reprezentacija i počeci u seniorskom timu
Toti je reprezentativnu karijeru počeo igrajući za mlađe selekcije Italije na takmičenjima Uefe i Fife. Sa italijanskom reprezentacijom do 16 godina, Toti je došao do finala na prvenstvu 1993. godine u Turskoj, ali zbog suspenzije nije igrao u finalu, gde je Italija minimalnim rezultatom poražena od Poljske. Iste godine na svetskom prvenstvu u Japanu, gde je Italija ispala već nakon grupne faze, postigao je jedini gol na prvenstvu za reprezentaciju i to u porazu od Meksika od 2:1. Kao član reprezentacije do 18 godina na prvenstvu u Grčkoj 1995. godine, Toti je stigao do finala, gde je bio strelac počasnog gola u porazu od Španije od 4:1. Prvi trofej je stigao sledeće godine, kada je Italija osvojila Evropsko prvenstvo u fudbalu do 21 godine, gde je Toti postigao gol u polufinalu protiv Francuske (1:0) i u finalu protiv Španije (1:1, nakon jedanaesteraca 5:4).  Već sledeće godine, sa dva gola doprineo je osvajanju Mediteranskih igara.
Toti je debitovao za reprezentaciju 10. oktobra 1998. godine protiv Švajcarske, na kvalifikacionoj utakmici za evropsko prvenstvo, koju je Italija dobila sa 2:0. Prvi pogodak za reprezentaciju Toti je postigao 26. aprila 2000. godine na utakmici protiv Portugalije. U periodu od 1998. do 2006. godine, Toti odigrao 58 utakmica za reprezentaciju i postigao je 9 golova.

### Evropsko prvenstvo 2000
Iako nije mnogo nastupao u kvalifikacijama, delom jer se nije uklapao u Zofovu 4-4-2 formaciju, Toti se našao na spisku putnika nakon odličnih izdanja u pripremnim utakmicama. Toti je postigao prvi gol na turniru na utakmici grupne faze protiv Belgije, koju je Italija dobila sa 2:0 i proglašen je igračem utakmice Drugi gol je postigao u četvrtfinalu protiv Rumunije, takođe u pobedi Italije od 2:0. U polufinalu protiv Holandije Toti je postigao svoj čuveni gol u penal seriji, kada je u stilu Antonjina Panenke prevario van der Sara. Iako je Italija poražena od Francuske u finalu sa 2:1, Toti je proglašen igračem utakmice. Upravo je on započeo akciju nakon je koje je Delvekio, posle dodavanja Pesota, doneo azurima prednost na utakmici, a kreirao je još dve šanse u drugom poluvremenu, koje del Pjero nije pretvorio u golove. Zahvaljujući odličnim partijama, Toti je uvršten u 22 igrača koji su činili tim prvenstva.

### Svetsko prvenstvo 2002
Pre prvenstva očekivanja od Totija, kao jednog od najboljih igrača na svojoj poziciji i predvodnika reprezentacije, bila su velika. Iako je zablistao na prvoj utakmici u pobedi protiv Ekvadora (2:0), zabeleživši asistenciju za Vijerija kod prvog gola, Toti je razočarao nastupima na ostatku prvenstva. Iako je počeo akciju posle koje je Italija povela protiv Hrvatske i izveo odličan slobodan udarac pred kraj utakmice, u kojoj su Azuri iznenađujuće poraženi sa 2:1, to nije bilo dovoljno da se opravdaju velika očekivanja, a posebno nakon nerešene utakmice sa Meksikom (1:1), koju je Toti loše odigrao, kada se Italija srećno plasirala dalje. Nova asistencija za Vijerija, ovaj put protiv Južne Koreje, nije popravila utisak, jer je Toti isključen u produžetku, nakon kontroverznog drugog žutog kartona, a Italija je porazom od 2:1 okončala nastup na prvenstvu.

### Evropsko prvenstvo 2004
I pred početak ovog prvenstva mnogo se očekivalo od Totija. Ipak, Toti je neslavno okončao svoj nastup na prvenstvu, jer je nakon prve utakmice sa Danskom, koja je završena 0:0, naknadno suspendovan na tri utakmice, zbog pljuvanja Poulsena. Toti više nije nastupio na prvenstvu, jer je Italija, iako neporažena, ispala sa prvenstva već u grupnoj fazi, nakon što je imala najlošiji međusobni skor u odnosu na Švedsku i Dansku, koje su takođe osvojile po pet bodova.

### Svetsko prvenstvo 2006
Totijev nastup na prvenstvu bio je upitan sve dok samog početka prvenstva, jer je polomio levu potkolenicu i uganuo ligamente na utakmici u februaru 2006. godine. Ipak, on se uspešno oporavio do početka prvenstva i selektor Lipi ga je uvrstio u konačan spisak za prvenstvo. Iako je na prvenstvo došao sa šrafovima i metalnom pločicom u zglobu, koji su trebali da budu izvađeni kasnije i u ne baš savršenoj formi, što je uticalo na ukupan broj odigranih minuta, Toti je igrao na svih sedam utakmica.
Na prvoj utakmici, Toti koji je bio starter, asistirao je Pirlu kod prvog gola na utakmici, u pobedi nad Ganom od 2:0. Toti je ponovo bio asistent, ovaj put u trećem kolu, kada je iz kornera asistirao Materaciju za prvi gol na utakmici protiv Češke, koja je završena pobedom azura od 2:0. Toti je postigao jedini pogodak za pobedu protiv Australije u šesnaestini finala, kada je realizovao jedanaesterac u nadoknadi vremena. U sledećoj rundi takmičenja, Toti je sa dve asistencije (Zambroti i Toniju), doprineo pobedi Italije na Ukrajinom od 3:0, kojom su se plasirali u polufinale. Toti je odigrao utakmicu i produžetke u polufinalu protiv Nemačke, koju je Italija dobila sa 2:0, a odigrao je i 61. minut u pobedničkom finalu protiv Francuske, kada ga je zamenio De Rosi. Toti je, sa 4 asistencije, bio najbolji asistent prvenstva, a zbog svojih nastupa uvršten je u najbolji tim prvenstva.

### Povlačenje iz reprezentacije
Toti je, na lični zahtev, odsustvovao iz reprezentacije nakon osvajanja svetskog prvenstva. Iako je razmišljao da se povuče već nakon svetskog prvenstva, Toti je 20. jula 2007. godine, nakon nešto više od godinu dana od zadnje utakmice, objavio kraj reprezentativne karijere, navodeći kao razloge probleme sa povredama i nameru da se fokusira na igranje za Romu. Toti je naveo da bi zaigrao za reprezentaciju na Evropskom prvenstvu 2008. godine, samo u slučaju povreda ili neke nepredviđene situacije, ali samo ako tako ne bi bio izostavljen neko od igrača koji je igrao kvalifikacije. Povratkom Lipija na selektorsko mesto, nakon evropskog prvenstva 2008. godine, Toti je 2009. godine nagovestio da je spreman da popriča sa Lipijem u aprilu ili maju, uzimajući u obzir tadašnje fizičko stanje, o nastupu na svetskom prvenstvu sledeće godine, ali ipak nije bio na spisku reprezentativaca, pošto se Lipi odlučio za igrače koji su igrali u kvalifikacijama.

## Statistika

### Klupska
Podaci od 20. oktobra 2020. godine
| Klub              | Sezona            | Liga              | Liga    | Liga   | Kup1    | Kup1   | Evropa2 | Evropa2 | Ostalo3 | Ostalo3 | Ukupno  | Ukupno |
| Klub              | Sezona            | Takm.             | Nastupa | Golova | Nastupa | Golova | Nastupa | Golova  | Nastupa | Golova  | Nastupa | Golova |
| ----------------- | ----------------- | ----------------- | ------- | ------ | ------- | ------ | ------- | ------- | ------- | ------- | ------- | ------ |
| Roma              | 1992–93           | Serija A          | 2       | 0      | 0       | 0      | —       | —       | —       | —       | 2       | 0      |
| Roma              | 1993–94           | Serija A          | 8       | 0      | 2       | 0      | —       | —       | —       | —       | 10      | 0      |
| Roma              | 1994–95           | Serija A          | 21      | 4      | 4       | 3      | —       | —       | —       | —       | 25      | 7      |
| Roma              | 1995–96           | Serija A          | 28      | 2      | 1       | 0      | 7       | 2       | —       | —       | 36      | 4      |
| Roma              | 1996–97           | Serija A          | 26      | 5      | 1       | 0      | 3       | 0       | —       | —       | 30      | 5      |
| Roma              | 1997–98           | Serija A          | 30      | 13     | 6       | 1      | —       | —       | —       | —       | 36      | 14     |
| Roma              | 1998–99           | Serija A          | 31      | 12     | 3       | 1      | 8       | 3       | —       | —       | 42      | 16     |
| Roma              | 1999–2000         | Serija A          | 27      | 7      | 2       | 0      | 5       | 1       | —       | —       | 34      | 8      |
| Roma              | 2000–01           | Serija A          | 30      | 13     | 2       | 1      | 3       | 2       | —       | —       | 35      | 16     |
| Roma              | 2001–02           | Serija A          | 24      | 8      | 0       | 0      | 11      | 3       | 1       | 1       | 36      | 12     |
| Roma              | 2002–03           | Serija A          | 24      | 14     | 5       | 3      | 6       | 3       | —       | —       | 35      | 20     |
| Roma              | 2003–04           | Serija A          | 31      | 20     | 0       | 0      | 1       | 0       | —       | —       | 32      | 20     |
| Roma              | 2004–05           | Serija A          | 29      | 12     | 7       | 3      | 4       | 0       | —       | —       | 40      | 15     |
| Roma              | 2005–06           | Serija A          | 24      | 15     | 2       | 0      | 3       | 2       | —       | —       | 29      | 17     |
| Roma              | 2006–07           | Serija A          | 35      | 26     | 5       | 2      | 9       | 4       | 1       | 0       | 50      | 32     |
| Roma              | 2007–08           | Serija A          | 25      | 14     | 3       | 3      | 6       | 1       | 1       | 0       | 35      | 18     |
| Roma              | 2008–09           | Serija A          | 24      | 13     | 0       | 0      | 7       | 2       | 1       | 0       | 32      | 15     |
| Roma              | 2009–10           | Serija A          | 23      | 14     | 2       | 0      | 6       | 11      | —       | —       | 31      | 25     |
| Roma              | 2010–11           | Serija A          | 32      | 15     | 0       | 0      | 7       | 2       | 1       | 0       | 40      | 17     |
| Roma              | 2011–12           | Serija A          | 27      | 8      | 2       | 0      | 2       | 0       | —       | —       | 31      | 8      |
| Roma              | 2012–13           | Serija A          | 34      | 12     | 3       | 0      | —       | —       | —       | —       | 37      | 12     |
| Roma              | 2013–14           | Serija A          | 26      | 8      | 3       | 0      | —       | —       | —       | —       | 29      | 8      |
| Roma              | 2014–15           | Serija A          | 27      | 8      | 2       | 0      | 7       | 2       | —       | —       | 36      | 10     |
| Roma              | 2015–16           | Serija A          | 13      | 5      | 0       | 0      | 2       | 0       | —       | —       | 15      | 5      |
| Roma              | 2016–17           | Serija A          | 18      | 2      | 4       | 1      | 6       | 0       | —       | —       | 28      | 3      |
| Ukupno u karijeri | Ukupno u karijeri | Ukupno u karijeri | 619     | 250    | 59      | 18     | 103     | 38      | 5       | 1       | 786     | 307    |

1 Uključuje nastupe u Kupu Italije
2Uključuje nastupe u Ligi Šampiona i Ligi Evrope
3Uključuje nastupe u Superkupu Italije

### Reprezentativna
Podaci od 20. oktobra 2020. godine
| Reprezentacija | Godina | Nastupa | Golovi |
| -------------- | ------ | ------- | ------ |
| Italija        | 1998   | 3       | 0      |
| Italija        | 1999   | 6       | 0      |
| Italija        | 2000   | 12      | 4      |
| Italija        | 2001   | 6       | 1      |
| Italija        | 2002   | 6       | 0      |
| Italija        | 2003   | 5       | 1      |
| Italija        | 2004   | 6       | 2      |
| Italija        | 2005   | 5       | 0      |
| Italija        | 2006   | 9       | 1      |
| Ukupno         | Ukupno | 58      | 9      |

#### Golovi za reprezentaciju
U kolonama rezultat i konačan prvo su prikazani golovi Italije
| Toti - Golovi za Italiju | Toti - Golovi za Italiju | Toti - Golovi za Italiju                           | Toti - Golovi za Italiju | Toti - Golovi za Italiju | Toti - Golovi za Italiju | Toti - Golovi za Italiju                 |
| ------------------------ | ------------------------ | -------------------------------------------------- | ------------------------ | ------------------------ | ------------------------ | ---------------------------------------- |
| Broj                     | Datum                    | Stadion                                            | Protivnik                | Rezultat                 | Konačan                  | Takmičenje                               |
| 1.                       | 26. april 2000.          | Stadion Oreste Granilo, Ređo di Kalabrija, Italija | Portugalija              | 2:0                      | 2:0                      | Prijateljska utakmica                    |
| 2.                       | 14. jun 2000.            | Stadion kralja Boduena, Brisel, Belgija            | Belgija                  | 1:0                      | 1:0                      | Evropsko prvenstvo 2000                  |
| 3.                       | 24. jun 2000.            | Stadion kralja Boduena, Brisel, Belgija            | Rumunija                 | 1:0                      | 2:0                      | Evropsko prvenstvo 2000                  |
| 4.                       | 7. oktobar 2000.         | Stadion Đuzepe Meaca, Milano, Italija              | Rumunija                 | 3:0                      | 3:0                      | Kvalifikacije za svetsko prvenstvo 2002  |
| 5.                       | 2. jun 2001.             | Stadion Boris Paičadze, Tbilisi, Gruzija           | Gruzija                  | 2:0                      | 2:1                      | Kvalifikacije za svetsko prvenstvo 2002  |
| 6.                       | 11. jun 2003.            | Olimpijski stadion, Helsinki, Finska               | Finska                   | 1:0                      | 2:0                      | Kvalifikacije za evropsko prvenstvo 2004 |
| 7.                       | 13. oktobar 2004.        | Stadion Enio Tardini, Parma, Italija               | Belorusija               | 1:0                      | 4:3                      | Kvalifikacije za svetsko prvenstvo 2006  |
| 8.                       | 13. oktobar 2004.        | Stadion Enio Tardini, Parma, Italija               | Belorusija               | 3:1                      | 4:3                      | Kvalifikacije za svetsko prvenstvo 2006  |
| 9.                       | 26. juna 2006.           | Stadion Fric Valter, Kajzerslautern, Nemačka       | Australija               | 1:0                      | 1:0                      | Svetsko prvenstvo 2006                   |

## Trofeji

### Klupski

#### Roma
- Serija A (1) : 2000/01.
- Kup Italije (2) : 2006/07, 2007/08.
- Superkup Italije (2) : 2001, 2007.

### Reprezentacija
- Svetsko prvenstvo (1) : 2006.

### Mlada reprezentacija
- Evropsko prvenstvo u fudbalu do 21 godine (1) : 1996.
- Mediteranske igre (1) : 1997.

### Individualna
- Najbolji mladi fudbaler Serije A (1) : 1999.
- Najbolji italijanski fudbaler Serije A (5) : 2000, 2001, 2003, 2004, 2007.
- Najbolji fudbaler Serije A (2) : 2000, 2003.
- Najbolji tim prvenstva po izboru UEFE (1) : 2000.[138]
- Fifa 100[3]
- Gol godine u Seriji A (2) : 2005, 2006.
- Najbolji tim svetskog prvenstva (1) : 2006.[164]
- Najbolji strelac Serije A (1) : 2006/07.
- Zlatna kopačka (1) : 2007.[1]
- Srebrna lopta (1) : 2007/08.[169]
- Zlatno stopalo (1) : 2010.[61]
- UEFA Predsednička nagrada (1) : 2017.[170]
- Gazeta delo sport Legenda (1) : 2017.[171]
- Gloub soker nagrada za igračku karijeru (1) : 2017.[172]
- FK Roma Galerija slavnih : 2017.[173]
- Laureus akademija nagrada za izuzetno sportsko dostignuće (1) : 2018.[174]
- Nagrada za životno delo udruženja fudbalera Italije (1) : 2018.[175]
- Galerija slavnih italijanskog fudbala : 2018.[176]

## Privatni život
Toti je rođen u Rimu, kao drugo dete Lorenca, koji je bio bankarski službenik i Fjorele, domaćice. Toti ima i starijeg brata Rikarda.
Toti se oženio 19. juna 2005. godine sa Ilari Blazi, bivšom plesačicom, a sada voditeljkom. Venčanje je direktno prikazano na televiziji, a prihod od televizijskih prava išao je u dobrotvorne svrhe. Zajedno su dobili troje dece, sina Kristijana (2005) i kćerke Šanel (2007) i Izabel (2016).

## Zanimljivosti
U detinjstvu, kao navijač Rome, sličice fudbalera Lacija naopako je lepio u album.
Kada je postigao prvi gol za Romu 4. septembra 1994. godine, Toti je nosio broj 9 na leđima, jer su tada brojevi dodeljivani prema tome ko je počeo utakmicu. Kada je od sledeće sezone liga uvela dodeljivanje brojeva za čitavu sezonu, Toti je izabrao broj 20. Čuvenu 10 je dobio tek dve sezone kasnije.
Dana 20. marta 2003. godine Toti je imenovan za ambasadora dobre volje od strane Unicefa.
Kada je postalo izvesno da će Toti okončati svoju karijeru, navijači Lacija su istakli transparent „Tvoji doživotni neprijatelji ti salutiraju, Frančesko Toti“.
Toti nije isključio mogućnost da se jednog dana počne baviti trenerskim pozivom, mada je priznao da je njegov karakter prepreka za tako nešto.
Poznata je anegdota iz 2006. godine, o čoveku koji je, kada je čuo da će Toti da poseti zatvor, tražio da ostane sedmicu dana duže nakon isteka kazne, kako bi upoznao Totija.

## Spoljašnje veze
- Zvanični vebsajt Архивирано на веб-сајту  (2. септембар 2011)